# سن-ژولین-سور-ویل
سن-ژولین-سور-ویل (به فرانسوی: Saint-Julien-sur-Veyle) یک کمون در فرانسه با جمعیت ۶۹۹ نفر است که در Canton of Châtillon-sur-Chalaronne واقع شده‌است.